# Allophyes alfaroi
Allophyes alfaroi är en fjärilsart som beskrevs av Ramon Agenjo Cecilia 1951. Allophyes alfaroi ingår i släktet Allophyes och familjen nattflyn. Inga underarter finns listade i Catalogue of Life.